# Eriandra
Eriandra es un género de plantas con flores perteneciente a la familia  Polygalaceae con una sola especie, Eriandra fragrans.
- Datos: Q8776877
- Especies: Eriandra